# Cheilodipterus parazonatus
Cheilodipterus parazonatus är en fiskart som beskrevs av Gon, 1993. Cheilodipterus parazonatus ingår i släktet Cheilodipterus och familjen Apogonidae. Inga underarter finns listade i Catalogue of Life.